# Богуміл Панік
Богуміл Панік (чеськ. Bohumil Páník, нар. 31 грудня 1956) — чеський футбольний тренер. Працював у низці чеських і закордонних клубів. Як тренер — володар Кубка Чехії.

## Кар'єра тренера
Як футболіст Богуміл Панік грав у нижчолігових та аматорських клубах Чехословаччини. Розпочав тренерську кар'єру у 2001 році, очоливши тренерський штаб клубу «Тескома» (Злін), у якому працював до 2002 року. У другій половині 2002 року Панік очолював клуб «Сігма» (Оломоуць). 2003 року чеський спеціаліст став головним тренером польської команди «Лех», проте ще цього року перейшов на роботу до іншого польського клубу «Мєдзь» (Легниця). У 2004 Панік став головним тренером іншого польського клубу «Погонь» (Щецин), у якому з невеликими перервами працював до 2006 року.
Згодом після кількарічної паузи Богуміл Панік у 2010 роців очолював тренерський штаб клубу «Банік», у якому працював короткий час. У 2014 році тренер очолив чеський клуб «Ганацка Славія», після чого протягом цього ж року вдруге за кар'єру очолив клуб із Зліна «Фастав». Разом із клубом Панік у сезоні 2016—2017 році виграв Кубок Чехії, та працював у клубі до початку 2018 року.
У 2018 році тренер удруге за кар'єру очолив клуб «Банік», у якому працював до 2019 року. У 2020—2021 роках Панік знову працював у клубі «Фастав», а в 2021—2022 роках очолював чеський клуб «Карвіна». До кінця 2022 року тренер очолював словацький клуб «Дубниця». З 2024 року Богуміл Панік очолює нижчоліговий чеський клуб «Слован» (Брженець).

## Титули і досягнення
- Володар Кубка Чехії (1):

«Фастав» (Злін): 2016–2017